# Piotr Mróz (aktor)
Piotr Mróz (ur. 19 marca 1988 w Różanie) – polski aktor.

## Życiorys
Ma 184 cm wzrostu. Jako aktor debiutował w serialu Klan, gdzie wcielił się w rolę barmana. W 2010 wystąpił w teledysku do utworu „Lato 2010” zespołu Sami. Uczestniczył w pokazach mody takich marek, jak Athletics oraz Levi’s. W 2012 ukończył Szkołę Aktorską Haliny i Jana Machulskich w Warszawie. 
W tym samym roku napisał także scenariusz do krótkometrażowego filmu fabularnego EST. 
Największą popularność przyniosła mu główna rola starszego aspiranta Kuby Roguza w serialu paradokumentalnym Gliniarze, którą odgrywa od 2017. Jesienią 2021 wraz z partnerką taneczną Hanną Żudziewicz zwyciężył w emitowanej w telewizji Polsat 12. edycji programu Dancing with the Stars. Taniec z gwiazdami. Również w 2021 wziął udział w jednym z odcinków programu Ninja Warrior Polska w Polsacie. Od 2022 wciela się w postać Adriana, trenera fitnessu w serialu Polsatu Pierwsza miłość.
W 2024 na gali Prime Boxing Night stoczył pokazową, zakończoną remisem walkę bokserską z Krzysztofem Diablo Włodarczykiem.

## Życie prywatne
Ma brata bliźniaka. Był zaręczony z modelką Agnieszką Wasilewską, z którą rozstał się w 2024. Deklaruje się jako osoba wierząca. Mieszka i pracuje w Warszawie. W 2012 miał poważny wypadek samochodowy.

## Filmografia

### Filmy
- 2017: Listy do M. 3 – jako chłopak
- 2019: 1800 gramów – jako audiobook
- 2024: Listy do M. Pożegnania i powroty – jako Alan Drabik

### Seriale
- 2010, 2011: Plebania jako goryl/ochroniarz gangstera Marcello (odc. 1525, 1669)[11][12] (niewymieniony w napisach)
- 2012: Klan – jako barman
- M jak miłość jako:
  - stylista Arek (odc. 901; 2012)
  - barman (odc. 1157; 2015)
  - policjant (2016–2019, 2022–2024)
- 2012: Czas honoru (odc. 55, 59, 61)
- 2013: Lekarze (odc. 33)
- 2014: Malanowski i partnerzy – jako Mirosław Kamiński (odc. 663)
- Pielęgniarki jako:
  - Łukasz Cabała, pacjent po wypadku na treningu (odc. 31; 2014)
  - partner (odc. 86; 2014)
  - Bartosz Sroczyński (odc. 106; 2015)
- 2014: Policjantki i policjanci – jako Jerzy (odc. 36)
- Ojciec Mateusz jako 
  - Marcin (odc. 183; 2015)
  - Tymon (odc. 397; 2024)
- Na Wspólnej jako:
  - urzędnik (odc. 2133, 2146; 2015)
  - trener (nieregularnie od odc. 2756; 2018, 2024–2025)
- 2015: Wesołowska i mediatorzy – jako Piotr (odc. 2)
- 2016: 9. miesiąc – jako Seweryn Małecki (odc. 1, 2)
- od 2017: Gliniarze – jako starszy aspirant Kuba Roguz
- 2017: Przyjaciółki – jako boy hotelowy (odc. 108)
- 2018: Rodzinka.pl – jako hydraulik (odc. 241)
- 2019: W rytmie serca – jako agent nieruchomości (odc. 53)
- Barwy szczęścia – jako:
  - dziennikarz (2019–2021, od 2024)
  - lokals (2022)
  - luzak (2023)
- 2020: Komisarz Alex – jako Marek Kornacki (odc. 172)
- 2023: Mecenas Porada – jako Adrian Czarnecki (odc. 16)
- 2023: Domek na szczęście – jako celebryta (odc. 15)
- 2023–2024: Pierwsza miłość – jako Adrian
- 2023: Rafi – jako Robert Kowalik (odc. 1)
- 2023: Krew – jako Borys Dłużewski (odc. 5, 6)
- 2023: Rodzinny interes – jako Krystian (odc. 279)
- 2023: Na sygnale – jako Dariusz (odc. 458)
- Dewajtis – jako:
  - Roman (odc. 3; 2023)
  - Tymon (odc. 7; 2023)
- 2023: Grzechy sąsiadów – jako Michał Majer (odc. 1, 3, 7, 10)
- 48h. Zaginieni – jako:
  - trener Mirona (odc. 223; 2024)
  - kasjer (odc. 278; 2025)
- 2024: Na ratunek 112 – jako lekarz ginekolog (odc. 930)
- 2024: Trudne sprawy – jako on sam (odc. 1290)
- 2024: Sekrety rodziny
- 2024: Skazana – jako kasjer Krzysztof Kłosowski (odc. 25)
- 2024: Zdrada – jako Eryk Nowicki (odc. 7)
- 2024: Powrót do życia – jako Roman Dębski (odc. 3)
- 2024: Lombard. Życie pod zastaw – jako Olgierd (odc. 779)
- 2024: Malanowski. Nowe rozdanie – jako Jakub (odc. 4, 9)
- 2024: Szadź – jako kelner w restauracji (odc. 22)
- od 2025: Sprawiedliwi – Trójmiasto – jako Igor Chojnacki
- od 2025: Szpital św. Anny – jako Jakub Kubicki, pacjent, który zasłabł w restauracji (odc. 8)

### Programy
- 2014: Dzień dobry TVN
- 2021: Dancing with the Stars. Taniec z gwiazdami – jako zwycięzca 12. edycji
- 2024: Ninja Warrior Polska

### Teledyski
- 2010: Sami – „Lato 2010”.